# Cuatro amigas
Cuatro amigas fue una serie de televisión de comedia argentina producida por Ideas del Sur para Telefe. La serie seguía la vida de un grupo de amigas y sus experiencias sexuales. Estuvo protagonizada por Inés Estévez, Paola Krum, Valeria Bertuccelli y Mirta Busnelli. Fue estrenada el 8 de octubre de 2001, promediando en su primer episodio 17.0 puntos de rating.

## Sinopsis
Elena, Sofía, Rita y Verónica son un grupo de amigas de entre 30 y 40 años, que renuevan cada semana un pacto de confianza mutua que las lleva a compartir secretos e intimidades, por lo cual, no se guardan palabra alguna para reconocer una pena, un dolor o sufrimiento, como así tampoco no se privan de hacerse reproches recíprocos cuando creen que esa barrera de seguridad fue vulnerada y no ahorran consejos ante cada proyecto o sueño imaginado, pero cuando más se ponen en juego estas conductas, cada vez máz las cuatro amigas decidirán hablar de hombres en el plano sexual.

## Elenco

### Principal
- Inés Estévez como Elena Requena
- Paola Krum como Sofía Quevedo
- Valeria Bertuccelli como Rita Giménez
- Mirta Busnelli como Verónica Más

### Secundario
- Gustavo Garzón como Mariano
- Pablo Cedrón como Jack Durand
- Luis Machín como Salusterri
- Carlos Roffé como Praga
- Mike Amigorena como Conrado
- Vivian El Jaber como Cynthia

### Participaciones
- Boy Olmi como Ricardo
- Carlos Santamaría como Daniel
- Daniel Fanego como Germán
- Marcelo Alfaro como Fernando
- Osvaldo Santoro como Juano
- Diego Alonso Gómez como Máximo
- Philippe Caillon como Mauro
- Ariel Staltari
- Juan Gil Navarro
- Luis Margani

## Recepción

### Comentarios de la crítica
La serie recibió críticas mixtas por parte de los expertos, donde resaltaron su parecido con la series estadounidenses Ally McBeal (1997) y Sex and the City (1998). En una reseña para el diario La Nación el periodista Marcelo Stiletano comentó que la serie está «lejos de conformar un cuadro heterogéneo y rico en matices» debido a que sus personajes se mueven en ámbitos individuales muy diversos, lo cual hace que conforme «un cuadro algo confuso en el que algunas escenas se estiran innecesariamente y en otras se hace uso y abuso de la estética publicitaria, como si se tratara de insustanciosos videoclips», sin embargo, destacó las actuaciones de Estévez y Busnelli, diciendo que «hacen suyas a la perfección las tribulaciones de una mujer que quiere permitirse una nueva oportunidad», mientras que Krum y Bertuccelli no «consiguen acomodarse del todo a un relato que, al mismo tiempo, todavía descuida a sus personajes secundarios». Por su parte, Julián Gorodischer de Página/12 manifestó que «la propuesta queda limitada al medio tono», ya que «nunca tocan tabúes, se nutren de lugares comunes de una mitología sobre la relación entre hombres y mujeres».

### Premios y nominaciones
| Lista de premios y nominaciones | Lista de premios y nominaciones | Lista de premios y nominaciones        | Lista de premios y nominaciones | Lista de premios y nominaciones | Lista de premios y nominaciones | Lista de premios y nominaciones |
| Año                             | Organización                    | Categoría                              | Nominado/a (s)                  | Resultado                       | Ref(s)                          |                                 |
| ------------------------------- | ------------------------------- | -------------------------------------- | ------------------------------- | ------------------------------- | ------------------------------- | ------------------------------- |
| 2001                            | Premios Martín Fierro           | Mejor Actriz de Unitario y/o Miniserie | Valeria Bertuccelli             | Nominada                        | [ 7 ]                           |                                 |